# Бенингтон (Небраска)
Бенингтон (енгл. Bennington) град је у америчкој савезној држави Небраска.

## Демографија
По попису из 2010. године број становника је 1.458, што је 521 (55,6%) становника више него 2000. године.
| Група             | 2000.       | 2010.         |
| Белци             | 911 (97,2%) | 1.395 (95,7%) |
| Афроамериканци    | 0 (0,0%)    | 12 (0,8%)     |
| Азијати           | 5 (0,5%)    | 2 (0,1%)      |
| Хиспаноамериканци | 14 (1,5%)   | 27 (1,9%)     |
| Укупно            | 937         | 1.458         |